# Julien Kialunda
Julien Kialunda   (Matadi, 24 d'abril de 1940 - Anvers, 14 de juliol de 1987) és un exfutbolista de la República Democràtica del Congo de la dècada de 1960.
Fou internacional amb la selecció de futbol de la República Democràtica del Congo.
Pel que fa a clubs, destacà a Union Saint-Gilloise i RSC Anderlecht.